# Dom Ludowy w Wierzchosławicach
Dom Ludowy im. Wincentego Witosa w Wierzchosławicach – zabytkowy wielofunkcyjny budynek użyteczności publicznej zbudowany w duchu modernizmu, wzniesiony społecznie z inicjatywy Wincentego Witosa na potrzeby gminy Wierzchosławice.

## Historia
Dom Ludowy w Wierzchosławicach został zbudowany z inicjatywy Wincentego Witosa, ówczesnego wójta gminy Wierzchosławice. Projekt architektoniczny budynku sporządził bezpłatnie inż. Henryk Dudek, były wiceminister Robót Publicznych. Prace budowlane rozpoczęły się 24 kwietnia 1921 roku. Inwestycja zbiegła się w czasie z budową plebanii, co było sporym wyzwaniem finansowym dla lokalnej społeczności. Budowa została sfinansowana z datków i darowizn mieszkańców oraz środków wypracowanych w trakcie organizacji festynów z loteriami fantowymi, zabaw i przedstawień. 
Prace murarskie nadzorował majster Józef Nieć z Dębiny Łętowskiej, robotami ciesielskimi zajmował się Ignacy Wszołek z Wierzchosławic, a pracami stolarskimi Władysław Lenik z Wojnicza. 24 września 1924 budynek został uroczyście oddany do użytku. W uroczystości wzięło udział wiele znaczących osobistości ze świata polskiej polityki, w tym marszałek Sejmu Maciej Rataj. Miało to związek ze świętowaniem 35 lat działalności politycznej Jakuba Bojki i Andrzeja Średniawskiego. Budynek został wzniesiony na potrzeby gminy. Na parterze znajdowała się przestronna sala zebrań i dwa pokoje, a na piętrze gabinet wójta, kancelaria gminna i pomieszczenia mieszkalne. Domem Ludowym administrował komitet wybierany przez Radę Gminy. 
Dom Ludowy stał się centrum kulturalnym Wierzchosławic, kilka razy w roku odbywały się w nim przedstawienia amatorskiego teatru ludowego, które prowadził wraz z żoną Adolf Kaliciński, miejscowy nauczyciel. Poprzez kulturę starano się budować świadomość obywatelską chłopów. W dwudziestoleciu międzywojennym w budynku działalność prowadziło koło organizacji młodzieżowej, szkoła, ochotnicza straż pożarna i kasa zapomogowo-pożyczkowa. W 1931 roku Wincenty Witos przestał pełnić funkcję wójta i prężna działalność Domu Ludowego stopniowo zanikała. Wpływ na to miała sytuacja polityczna w kraju i wielka powódź, która dotknęła region w 1934 roku. W 1938 roku, w 20. rocznicę odzyskania niepodległości, przed budynkiem odsłonięto obelisk upamiętniający poległych mieszkańców gromady Wierzchosławice w latach 1914–1920.
W latach okupacji niemieckiej w budynku obok gabinetu komisarycznego wójta kwaterowały wojska niemieckie. Po II wojnie światowej w budynku Domu Ludowego otworzono bibliotekę. Funkcję urzędu gminy budynek pełnił do 1977 roku, następnie mieścił się w nim Gminny Ośrodek Kultury. W 1984 roku budynek wpisano do rejestru zabytków nieruchomych, a w 1991 uchwałą Rady Gminy przywrócono historyczną nazwę Dom Ludowy im. Wincentego Witosa. Budynek był kilka razy remontowany. W 1968 roku wymieniono więźbę dachową i dostawiono przybudówkę przy elewacji północnej, w końcu lat 70. dokonano zmian w układzie wnętrz. W 1994 roku zakończyła się gruntowna modernizacja rozpoczęta pod koniec lat 80. XX wieku.
Od 2012 roku budynek nie był użytkowany. W czasie ostatniego remontu, przeprowadzonego w latach 2017–2020, odnowiono elewację, zabezpieczono dach, wymieniono okna, wyremontowano drewniane schody i balkony. Mimo wielu remontów bryła budynku nie uległa znaczącym zmianom. Gruntownie wyremontowany budynek ponownie stał siedzibą Gminnej Biblioteki Publicznej im. Władysława Reymonta.

## Architektura

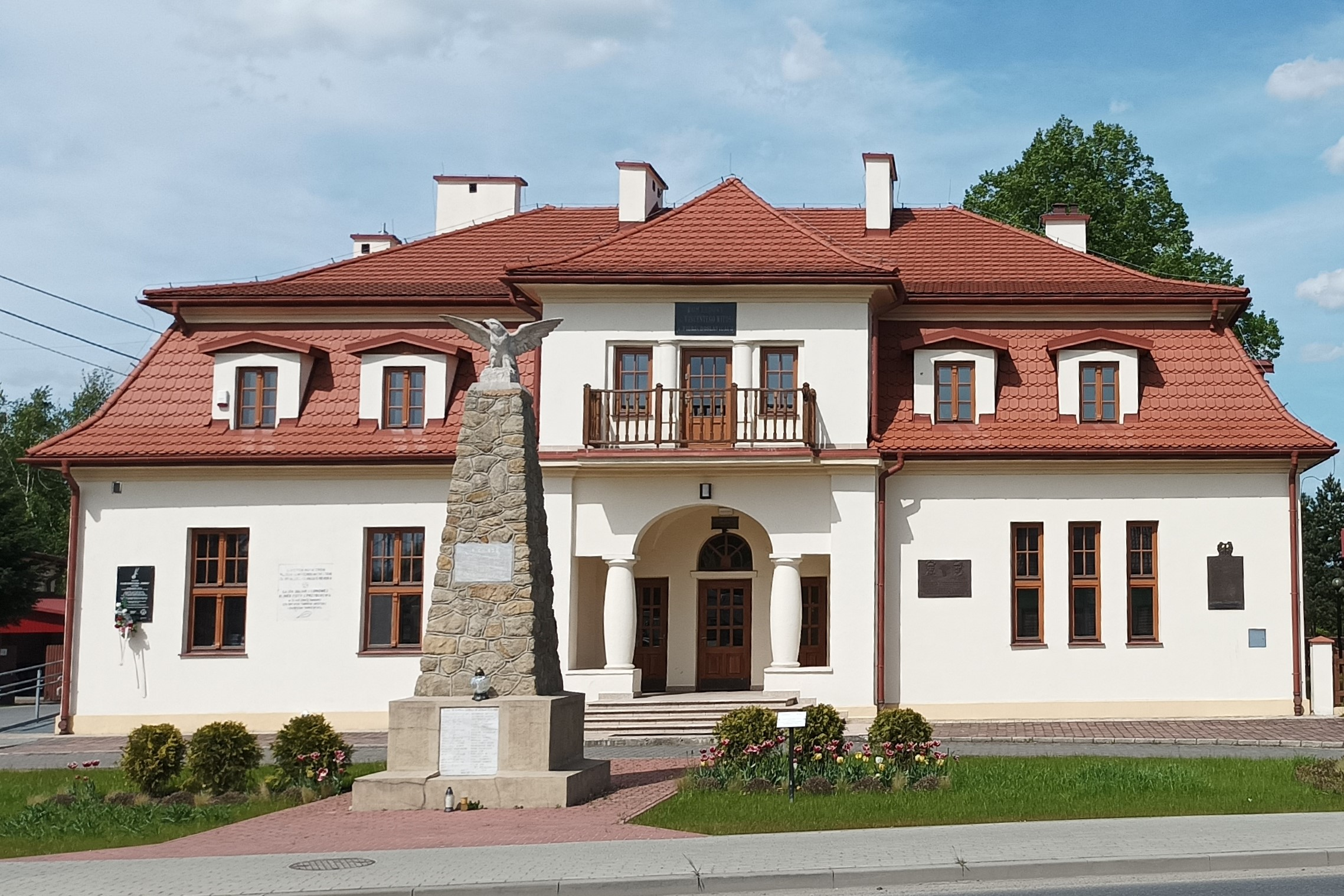
Widok Domu Ludowego od strony południowej, przed budynkiem pomnik ku pamięci poległych w latach 1914-1920

Dom Ludowy, wzorowany na wiejskim dworze, został zaprojektowany w stylu modernistycznym. Został zbudowany na rzucie prostokąta, jako wolnostojący, częściowo podpiwniczony budynek parterowy z użytkowym poddaszem. Powierzchnia użytkowa budynku wynosi 624,9 m². Parter budynku zbudowany został z cegły, użytkowe poddasze z drewna. Całą konstrukcję budynku wieńczy czterospadowy dach łamany, pierwotnie o więźbie zbudowanej z krokwi i płatew, obecnie ze stropodachem. Połacie dachu pokryto dachówką ceramiczną. Wewnątrz budynku zastosowano trójtraktowy układ pomieszczeń, w środkowej osi budynku znajduje się hol i klatka schodowa z drewnianymi schodami.
Skierowana na południe elewacja frontowa w środkowej części posiada nieznacznie wysunięty ryzalit z wgłębionym dwukolumnowym portykiem z półkolistym wykrojem arkady. Nad portykiem usytuowano dużą mansardę z balkonem otoczonym balustradą tralkową. W bocznych częściach elewacji frontowej rozmieszczono po dwie małe facjaty. Elewację budynku wieńczy szeroki profilowany gzyms podokapowy. 

## Miejsca pamięci

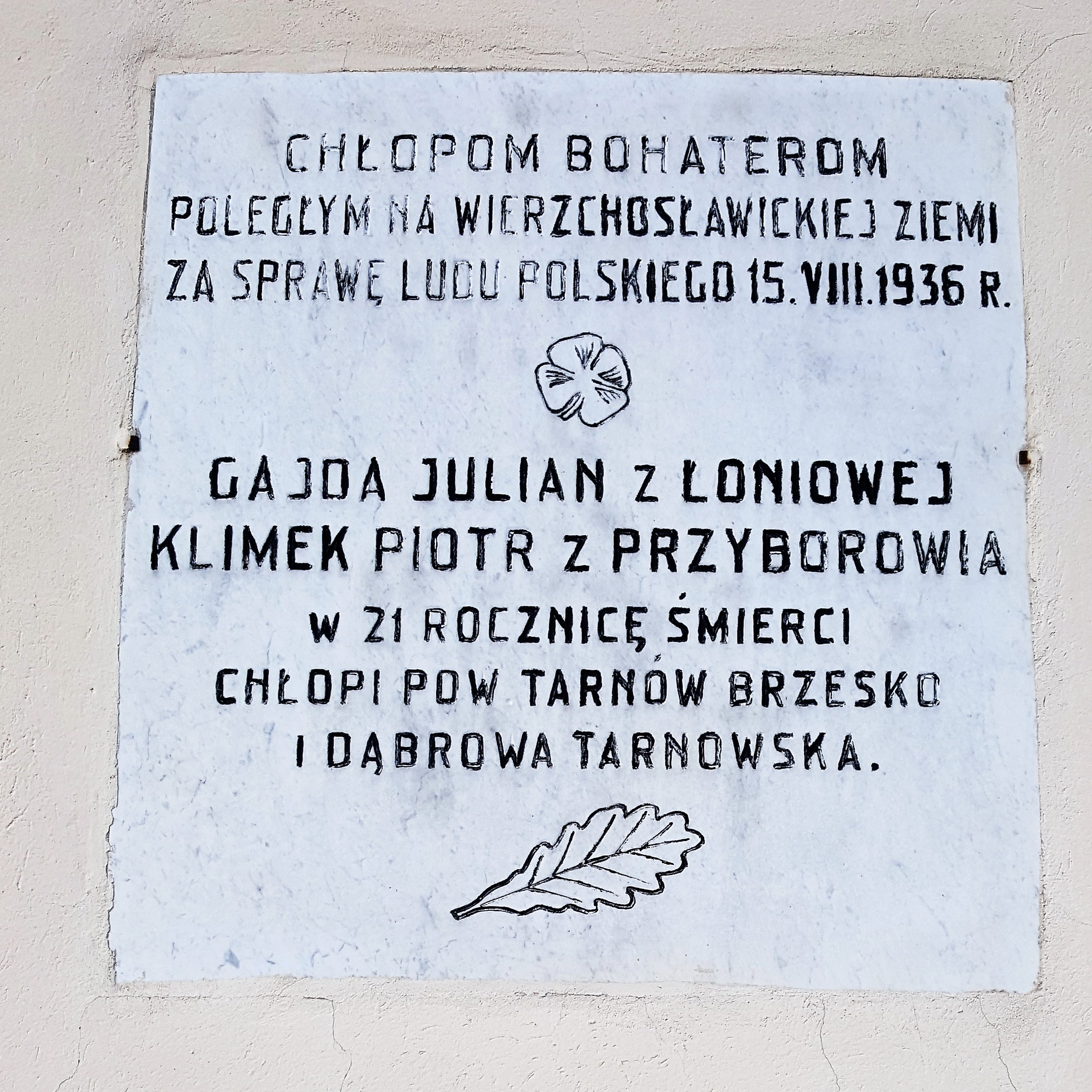
Tablica pamiątkowa poświęcona chłopom poległym w starciu z policją w 1936

W elewacji fontowej Domu Ludowego zamontowano pięć tablic pamiątkowych związanych z historią Wierzchosławic. Najstarsza z nich, upamiętniająca dwie ofiary starć z policją w czasie protestu chłopskiego w 1936, pochodzi z 1957 roku. W 1974 roku odsłonięto tablicę pamiątkową poświęconą Marii Rzeźnik – działaczce niepodległościowej zamordowanej w obozie zagłady Auschwitz-Birkenau, a w 1985 tablicę dla upamiętnienia Dożynek Reymontowskich, które miały miejsce w 1925, i tablicę pamiątkową ku czci poległych mieszkańców w czasie II wojny światowej. W 2013 roku, w obecności prezydenta Bronisława Komorowskiego, odsłonięto tablicę ku pamięci Adama Boryczki – żołnierza wyklętego, cichociemnego pochodzącego z Wierzchosławic.
Na niewielkim skwerze przed budynkiem znajduje się pomnik ku pamięci poległych w latach 1914–1920 mieszkańców gromady Wierzchosławice. Pomnik ma formę kamiennego obelisku zwieńczonego orłem z rozpostartymi skrzydłami.